# Hedotettix grossivalva
Hedotettix grossivalva är en insektsart som beskrevs av Zheng, Z. och Ou 2005. Hedotettix grossivalva ingår i släktet Hedotettix och familjen torngräshoppor. Inga underarter finns listade i Catalogue of Life.